# FT-857

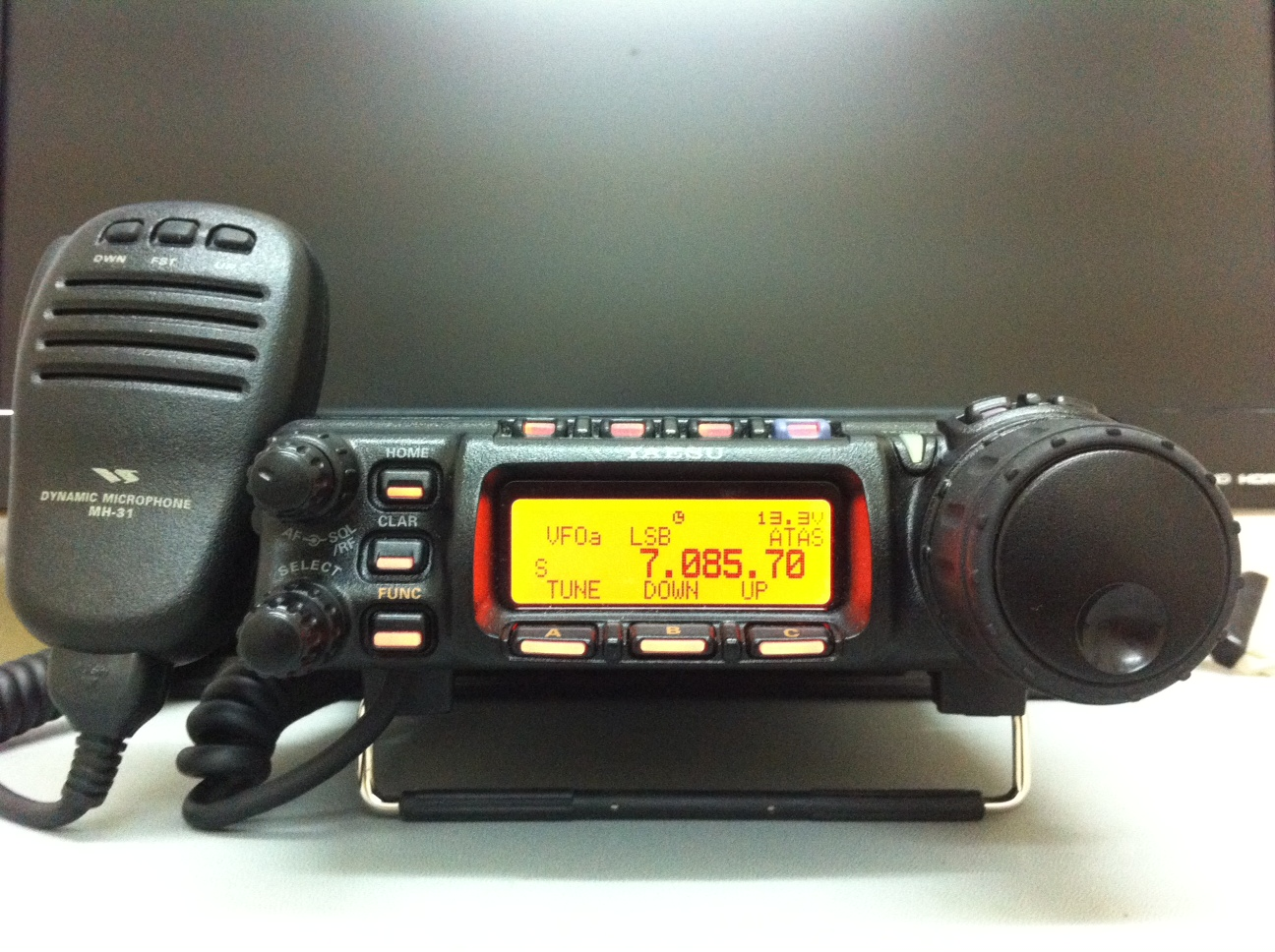
FT-857

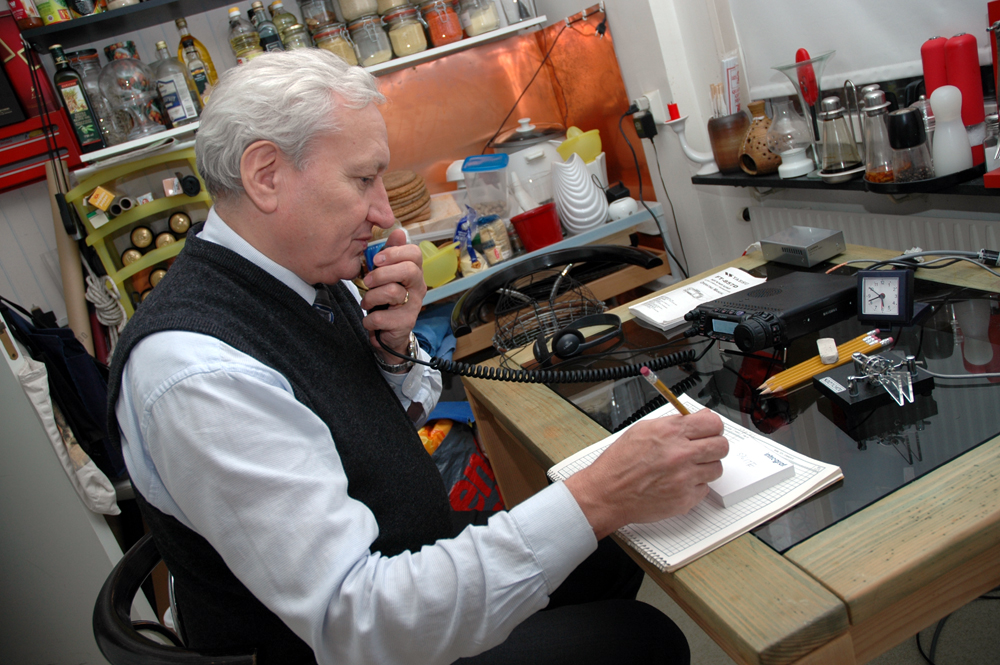
FT-857を置いた小規模無線局。

FT-857は、八重洲無線（旧称バーテックススタンダード）が製造したアマチュア無線用無線機である。

## 概要
オールモードでHF～430MHz帯まで幅広いバンドで運用することが可能である。
FT-8X7シリーズには、FT-857の他、FT-817、FT-897がある。
先行発売したFT-897と回路構成はほぼ共通である。
空中線電力の違いにより、FT-857D（100W/144MHz帯50W/430MHz帯20W）、FT-857DM（50W/430MHz帯20W）、FT-857DS（10W/430MHz帯20W）の三機種がある。
価格は三機種とも同額。

## 特徴
操作部を本体から取り外して使用できるセパレート機能を持ち、モービル設置（FT-857Dは100W機なので移動する局としての免許申請は不可）に適している。操作部には視認性のよい大型ディスプレイ、基本操作に必要な押しボタンやツマミが十分な間隔をもって配置されておりスイッチなどの操作性は申し分ない。更に特筆すべきは大型（直径43mm）チューニングノブで、回し心地が固定機のそれに近い。但し、各種機能選択はファンクションスイッチを短押しまたは長押ししてセレクトツマミで機能を呼び出し、設定をするという3ステップが必要で、これは小型機であるFT-100やFT-8X7シリーズに共通する設定の不便さであり、慣れが必要である。
コンパクト機ながらDSP（Digital Signal Processor）によりノイズが軽減され混信が除去される。オプションにコリンズメカニカルフィルターが用意されているが、それを使用しなくてもある程度DSPのDBFで代用でき、ヘビーユーザーでない限りDSPだけで十分と言える。

## 沿革
- 2002年（平成14年）12月20日 - 日本アマチュア無線振興協会(JARD)によるFT-857、FT-857S、FT-857Mの工事設計認証（バーテックススタンダード製造 工事設計認証番号02KN333、02KN334、02KN335）[1]
- 2003年（平成15年）
  - 2月10日 - 発売[2]
  - 8月29日 - JARDによるFT-857、FT-857S、FT-857Mの工事設計認証（同上 工事設計認証番号002KN350、002KN351、002KN352）[1]
  - 10月1日 - グッドデザイン賞受賞[2]
- 2004年（平成16年）3月 - FT-857Dにリニューアル[3]
  - オプションであったDSPを標準実装
- 2005年（平成17年）
  - 11月30日 - JARDによるFT-857、FT-857S、FT-857Mの工事設計認証（同上 工事設計認証番号002KN381、002KN3382、002KN383）[1]
  - 12月1日 - 総務省令無線設備規則のスプリアス発射等の強度の許容値に関する技術基準の改正[4]
    - 02KN333、02KN334、02KN335、002KN350、002KN351、002KN352、002KN381、002KN3382、002KN383の認証は平成17年11月30日以前の為「平成34年12月1日」以降は無効となり[5]、条件なしで免許されるのは「平成19年11月30日」まで、使用は「平成34年11月30日」までとされた[6]。
- 2006年（平成18年）3月22日 - JARDによるFT-857、FT-857S、FT-857Mの工事設計認証（同上 工事設計認証番号002KN389、002KN390、002KN391）[1]
- 2007年（平成19年）
  - 3月29日 - JARDによるFT-857、FT-857S、FT-857Mの工事設計認証（同上 工事設計認証番号002KN460、002KN3461、002KN462）[1]
  - 9月3日 - 02KN333、02KN334、02KN335、002KN350、002KN351、002KN352、002KN381、002KN3382、002KN383が無条件で免許されるのが「平成29年11月30日」まで延長[7]
- 2015年（平成27年）
  - 1月19日 - JARDによるFT-857、FT-857Mの工事設計認証（八重洲無線株式会社製造 工事設計認証番号002-140008、002-140009）[1]
  - 4月15日 - JARDによるFT-857Sの工事設計認証（同上 工事設計認証番号002-140010）[1]
- 2016年（平成28年）8月1日 - JARDが「スプリアス確認保証の対応について」[8]を発表
  - 「スプリアス確認保証機器リスト」を公表し、これに掲載された機器はスプリアス確認保証を受けることができるとするもので、02KN333、02KN334、02KN335、002KN350、002KN351、002KN352、002KN381、002KN382、002KN383、002KN389、002KN390、002KN391も掲載されており、「平成29年12月1日」以降の免許申請はこの保証を要する。
- 2020年（令和2年）5月 - 生産終了[9]